# 336. pr. Kr.
◄ | 5. stoljeće pr. Kr. | 4. stoljeće pr. Kr. | 3. stoljeće pr. Kr. | ►
◄ | 360-ih pr. Kr. | 350-ih pr. Kr. | 340-ih pr. Kr. | 330-ih pr. Kr. | 320-ih pr. Kr. | 310-ih pr. Kr. | 300-ih pr. Kr. | ►
◄◄ | ◄ | 339. pr. Kr. | 338. pr. Kr. | 337. pr. Kr. | 336 pr. Kr. | 335. pr. Kr. | 334. pr. Kr. | 333. pr. Kr. | ► | ►►
Astronomija

## Događaji
- Mladi perzijski kralj Arzes nastoji otrovati svog vezira Bagoasa kako bi od njega preuzeo vlast, ali Bagoas umjesto toga ubija njega i svu njegovu djecu. Bagoas nakon toga perzijsku krunu predaje Kodomanu, dalekom rođaku ubijenog kralja, koji uzima ime Darije III. Kada i Darije odluči preuzeti vlast, Bagoas ga pokuša otrovati, ali bez uspjeha, nakon čega je sam prisiljen popiti otrov.
- Nastojeći iskoristiti metež u Perzijskom Carstvu, Filip II. Makedonski svog vjernog generala Parmeniona šalje u Malu Aziju, ali su njegove trupe poražene od Memnona s Rodosa, grčkog najamnika u perzijskoj službi.
- Makedonska kraljica Olimpija, nakon što se Filip II Makedonski oženio za mladu kleopatru Euridiku i otjerao je s dvora, bježi u rodni Epir kako bi svog brata, tamošnjeg kralja Aleksandra nagovorila da objavi rat Filipu. Olimpijadin sin Aleksandar, nakon što ga je otac proglasio nezakonitim, odlazi u Iliriju kako bi tamo organizirao pobunu. Filip se nakon toga odlučuje pomiriti s Aleksandrom te ga ponovno proglašava svojim nasljednikom. Rat s Epirom je spriječen vjenčanjem Filipove kćeri Kleopatre za Aleksandra Epirskog. Na velikoj proslavi vjenčanja u Vergini Filipa ubija njegov tjelohranitelj Pauzanije od Orestisa koji je odmah potom i sam ubijen.
- Filipa nasljeđuje njegov sin Aleksandar pod imenom Aleksandar III., a na njegovu stranu dolazi utjecajni vojskovođa Antipater. Nastojeći osigurati prijestolje svom sinu, Olimpija daje ubiti Filipovu udovicu Kleopatru i njeno dvoje djece, kao i njenog strica Atala. Aleksandar, pak, naređuje da se pogubi bivši kralj i njegov rođak Aminta, koga je Filip bio svrgnuo kao novorođenče. Aleksandar potom uz pomoć Parmeniona brutalno likvidra prinčeve Linkestisa koje je optužio za očevo ubojstvo te u guši tek začete pobune u Iliriji i Makedoniji.
- Nakon što je ugušio pobunu na sjeveru, Aleksandar III. Makedonski kreće s vojskom na jug i dolazi u Korint gdje saziva novo zasjedanje skupštine Korintskog saveza na kome je izabran zapovjednikom vojske na predstojećem svegrčkom pohodu protiv Perzijskog Carstva.
- U Ateni je uvedena regrutacija, pri čemu je mladim građanima osim vojne nametnuta i radna obaveza.
- Atenski orator Eshin započinje krivični postupak protiv govornika Ktesifona zato što je on, protivno atenskim zakonima, predložio da se Demosten okruni zbog njegovih zasluga za državu.

## Smrti
- Filip II. Makedonski, vladao Kraljevinom Makedonijom od 359. pr. Kr.

## Vanjske poveznice
|  | Zajednički poslužitelj ima još gradiva o temi 336. pr. Kr. |